# Glenn McLeay
Glenn Leroy McLeay (nascido em 14 de agosto de 1968) é um ex-ciclista neozelandês de ciclismo de pista. Representou seu país, Nova Zelândia, nos Jogos Olímpicos de Verão de 1992 e 1996, obtendo o melhor resultado em 1996 ao terminar em quarto lugar na corrida por pontos.